# Pascoal Ranieri Mazzilli
Pascoal Ranieri Mazzilli (Caconde, 27 aprile 1910 – San Paolo, 21 aprile 1975) è stato un politico, avvocato e giornalista brasiliano di origini italiane.

## Biografia
Nacque a Caconde il 27 aprile 1910 da Domenico Mazzilli e Angela Liuzzi, originari di Montemurro (PZ).
Già presidente della Camera dei deputati, divenne poi presidente del Brasile ad interim due volte, dal 25 agosto al 7 settembre 1961 e dal 1º aprile al 15 aprile 1964.
Mazzilli occupò interinalmente per la prima volta la presidenza della Repubblica, resa vacante dalle dimissioni del presidente Jânio Quadros e dall'assenza del vicepresidente João Goulart (in viaggio ufficiale in Cina), dal 26 agosto all'8 settembre 1961. Il veto posto dai ministri militari (il generale Odílio Denys, l'ammiraglio Sílvio Heck e il brigadiere Gabriel Grün Moss) all'insediamento di Goulart fu respinto dal Congresso Nazionale in cambio di una modifica costituzionale che sostituì il presidenzialismo col parlamentarismo.
Mazzilli fu richiamato dal Congresso Nazionale a presiedere temporaneamente la Repubblica in seguito alla destituzione del presidente Goulart da parte del maresciallo Humberto de Alencar Castelo Branco (1-15 aprile 1964), quindi cedette il potere al primo governo militare, presieduto da Castelo Branco.